# 移动住宅
移动住房 (包括拖车, 拖车房, 拖车住宅, 固定房车, 住宅房车)是一种预制住宅，在被运送到现场之前先在工厂里建造，一般建造在在永久性附加的底盘上（无论是通过被直接拖走或用拖车拖走的）。这种房屋可以被用作永久住宅，或用于度假等功能的临时住所。移动房屋往往永久性地或者半永久性地放置在一个地方，但可以移动。
移动房屋与旅行拖车有着相同的历史渊源，但如今两者在尺寸和内部家具上都有很大的不同，旅行拖车主要用作临时或度假房屋。

## 历史
在美国，这种住房形式可以追溯到汽车和公路旅行的早期。 它起源于旅行拖车（早期常被称为房车），这是一种带有永久性车轮的小型装置，通常用于野营或长途旅行。这种房屋的最初卖点是其可移动性。这些形式的住房单元最初主要面向有很强流动性生活方式的人销售。然而从20世纪50年代开始，移动房屋开始作为一种廉价的房屋形式，被设计成在一个位置上长时间放置，甚至永久地安装在一个地基上的建筑。以前，移动房屋的宽度是8英尺及以下，但在1956年，10英尺（3米）宽的移动房屋被引进，连同新的术语“移动住房”。
移动房屋常常被设计成长方形，由上漆的铝板制成，而不是简化的形状的旅行拖车，这通常是组装后涂装的。 所有这有助于增加房屋之间的差异。较小的8英尺宽的住房可以只用一辆普通家用车来移动，但是更大、更常见的10英尺宽和后来的12英尺宽的拖车屋则通常需要专业货运公司来搬运，通常，这种特殊移动许可证可从各州的路政部门获得。 在60年代末和70年代初，移动房屋造的更长更宽，使得运输他们更加困难。 如今，当一个移动房屋被安放到一个位置后通常被永久地保留在那里，这些住房的可移动性已经大大降低了。在一些州，如果移动房屋的车轮仍然保留，移动房屋将被按照个人财产征税，如果车轮被拆除，则被按照不动产征税。拆除牵引架和轴也可能是房地产分类的一项要求。

### 预制住房
自1976年6月在美国建造的移动房屋，法律上称为预制房屋（manufactured homes），必须满足美国联邦住宅管理局的认证要求。永久安装在自有土地上的移动房屋很少可用于抵押贷款，而按照联邦住宅管理局标准制造的房屋可通过美国退伍军人事务部、联邦住宅管理局和房利美等机构抵押。
许多人无法负担传统的地面建造的房屋，或不愿意在住房上花费大量资金，从而开始把工厂建造的房屋视为长期住房需求的可行替代方案。这些房子通常作为租赁公寓的替代品出售。然而移动房屋在转售价值上有迅速贬值的趋势，使得它们作为贷款抵押品的风险比传统的住房贷款要大得多。贷款期限通常限制在一般住房贷款市场典型的30年期限以内，利率也要高得多。因此移动住房贷款比传统住房抵押贷款更像机动车贷款。

## 建造和尺寸
移动房屋有两种主要尺寸：单宽（single-wides）和双宽（double-wides）。这里的单、双等指的是以一个固定数值为基础，按照其倍数计算，但现在已经有所改变。单宽为18英尺（约5.5米）或以下，可作为单个住房单元拖至现场。双宽为20英尺（6.1米）或更宽，以两个独立单元拖至现场，然后将它们连接在一起。一些拖车住房公司也生产三宽，甚至有四宽，五宽或更宽的房子，尽管并不常见。所有这些移动房屋的长度为90英尺（27米）或以下。

移动房屋的抗灾性能比较差，尤其是风灾和水灾。EF1龙卷风可能对建于地基上的传统房屋造成很轻微损坏，但它却能对预制房屋造成重大损坏，尤其是较旧的型号的房屋或未正确固定的组件。此外，移动住房的结构组件（如窗户）的承受能力通常比传统的房屋要弱。 每小时70英里（每小时113公里）的风可以在几分钟内摧毁移动房屋。许多移动房屋制造商都提供可选的飓风固定带，可以用来把房子固定在埋在地上的锚上。

## 法律条例

### 美国
在美国，这些房屋由美国住房和城市发展部 （HUD）通过1974年的联邦国家制造房屋建筑和安全标准法案进行监管。 这项国家法规允许制造商在全国范围内出售这种住房，因为他们不受当地建筑管理机构的管辖。   相比之下， 模块化住宅的生产者则必须遵守各州和地方建筑法规。 然而，HUD采用的风区是住宅建筑商必须遵循的风区建筑规定（由本地自然风力数据所制定的建筑制造法规和标准）。 例如佛罗里达州至少要达到windzone 2级别。 南佛罗里达是最强风区的windzone 3级别。 1992年安德鲁飓风之后，多个州的房屋建筑采用了新的标准。 这些风区内的建筑规范进行了重大修改，大大提高了其耐久性。 在2004年佛罗里达州的飓风期间，这些标准经受了考验，取得了巨大的成功。 然而，由于车库，门廊和纱窗纳凉室增加等附件的应用，旧型号的移动住房继续面临风险。 这些附加区域增加了风阻，其对屋顶的下侧施加极大的力，引起一系列破坏屋顶和房屋的事件。 
预制房屋的普及导致了法律体系不健全的漏洞。最初工厂建造的房屋往往是作为车辆而不是房地产征税，这导致他们的居民的房产税率非常低。这导致地方政府出于征税目的对其重新分类。
然而，即使有了这一变化，快速的折旧通常也会导致居住者支付的房地产税远低于预期和预算。将许多工厂建造的房屋迅速转移到相对较小的区域的能力导致受影响区域的基础设施和政府服务受到更大压力，如水压不足、污水处理能力不足和地方公路堵塞。这些问题导致各司法管辖区开始限制移动住房园区开发的规模和密度。
早期的房屋，甚至是那些保养得很好的房屋，都会随着时间的推移而贬值，就像汽车一样。这与现场建造的传统房屋形成了鲜明的对比，这些房屋包括他们所建的土地，并且往往随时间而增值（数值上的增值，不一定能够跑赢通胀率，尤其是很差的社区）。这些房屋到达某个地区往往被视为警报，部分原因是房屋贬值可能蔓延到先前存在的结构。 
这些因素的结合导致大多数司法管辖区对工厂建造房屋所在区域制定分区条例，并对任何给定地点所允许的房屋数量和密度进行限制。其他限制，如最小尺寸要求，对外部颜色和附属结构部件的限制，以及地基的规范也已经颁布。有许多司法管辖区不允许安置任何额外的工厂建造的房屋。另一些则严格限制或禁止所有单宽移动房屋，这些单宽移动房屋的贬值速度往往比现代双宽移动房屋更快。
除上述所有实际问题外，还经常涉及到固定设备和动产的法律，这意味着拖车房的法律地位受到或可能受到其是否并入土地的影响。这有时涉及到诸如车轮是否已拆下等因素。
位于密西西比州的克利夫兰市是美国最贫穷的城市，该市正努力消除其境内破旧的移动房屋，市政府称这些移动房屋“不雅观”。
北卡罗来纳州对移动房屋的运输有严格规定，州交通委员会允许在该州的道路上建造14英尺宽的房屋，但直到1997年1月才允许建造16英尺宽的房屋。 41个州允许建造16英尺宽的移动房屋，但这些房屋在北卡罗来纳州不予出售。根据1997年1月10日批准的一项试验计划，更宽的房屋可以在一天中的某些时间在特定道路上运输，以比限速低10英里/小时的速度行驶，并且前后都必须有护送车辆。 

## 移动房屋公园

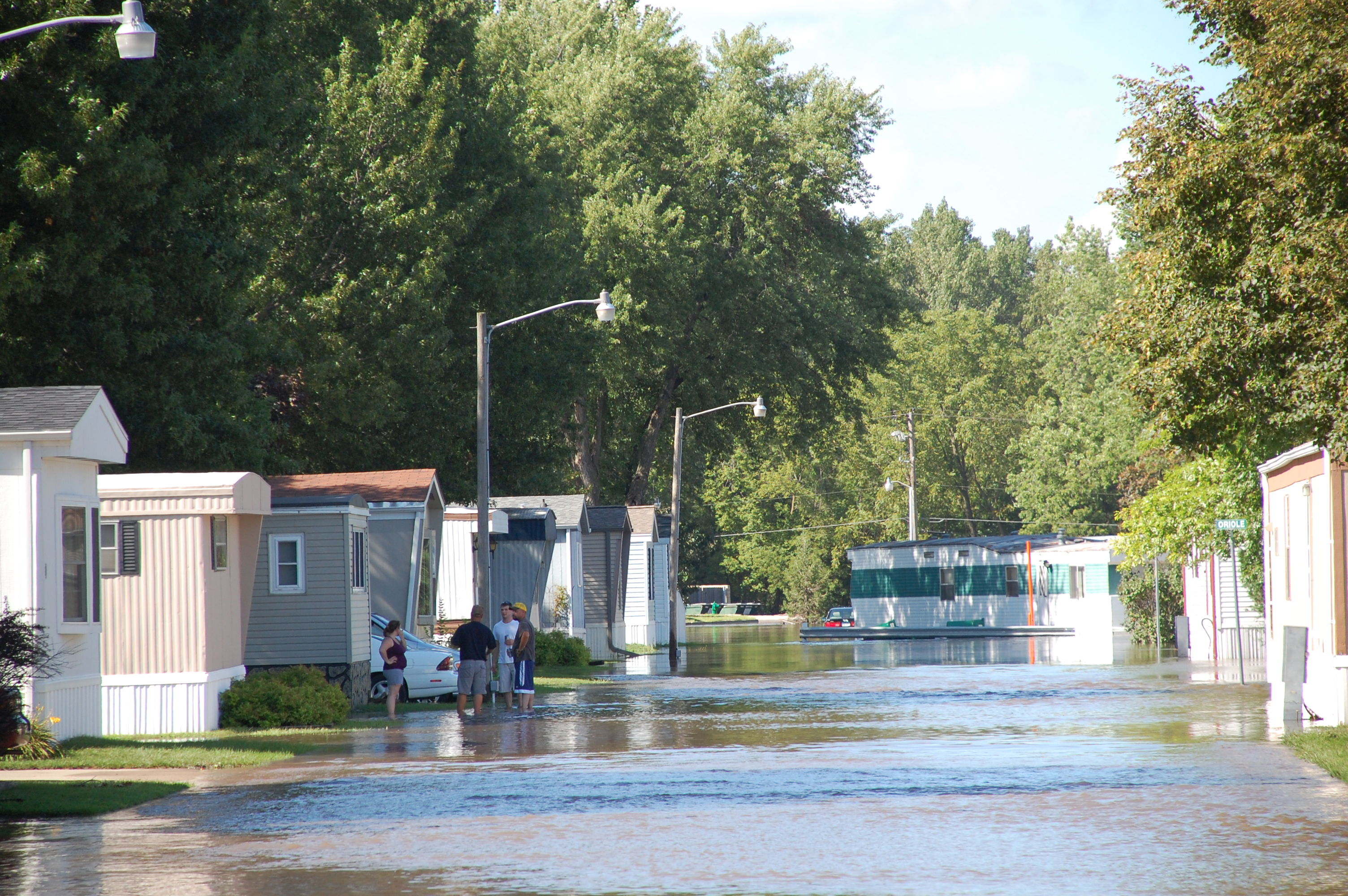
爱荷华州艾姆斯的Meadow Lanes Estates移动房屋公园，2010 年 8 月洪水期间拍摄

移动房屋通常位于被称为拖车公园的土地租赁社区（也称为“拖车场”、“移动房屋公园”、“移动房屋社区”、“活动房屋社区”、“工厂建造的房屋社区”等），这些社区允许房主租用土地来安放移动住房。除了提供土地外，拖车公园通常还提供基本公用设施，如水、下水道、电力或天然气，以及其他便利设施，如割草、垃圾清除、社区活动室、游泳池和游乐场等。
美国有超过38,000个 移动房屋公园，其规模从5个到1,000多个房屋不等。尽管大多数公园旨在满足基本住房需求，但有些社区专门针对某些市场领域。移动房屋公园的一个分类（退休社区）将居民限制为 55 岁及以上。移动房屋公园的另一个分类是季节性社区，位于受欢迎的度假胜地或用作避暑别墅的所在地。
较新的房屋，尤其是双宽（双倍宽度）房屋，往往按照比其前身更高的标准建造，并符合适用于大多数地区的建筑规范。这导致大多数二手设备的折旧率降低。 但折旧率仍旧是的这种住房难以与传统住房竞争。
此外，现代移动房屋往往采用与现场建造的住宅类似的材料建造，而不是使用劣质、重量较轻的材料。它们在外观上也更可能类似于现场建造的房屋。通常，外观上的主要区别是工厂建造的房屋往往具有较小的屋顶坡度，以便它们可以轻松地在桥梁和立交桥下运输。但这种低坡度的房顶难以将雪通过重力清除，其可能难以承受大量降雪，尤其是五大湖和美国东北部等冬季降雪量大的地区。
不过由于居民的性质（主要是寻求低价住房形式的低收入人群），移动房屋社区往往存在犯罪问题。很多移动住房公园有严重的毒品、盗窃等问题，例如2021年夏天，伊利诺伊州诺默尔的一个移动房屋社区发生枪击案，造成至少5人死亡。
最近的另一个趋势是公园，移动房屋的所有者拥有其单位停放的场地。其中一些社区只是在社区中提供土地，但其他社区的运营方式更像是带有俱乐部住宅的公寓，配有游泳池和会议室，由所有居民共享，需要支付会员费和会费。这类社区的地租一般更贵，但往往位于大城市，可以提供一个低价的住房选择。

## 移动房屋，按国家/地区划分
欧洲许多露营地使用移动房屋（mobile-home）来指固定大篷车、专用小屋，甚至大型帐篷，按周甚至全年出租作为廉价住宿，类似于美国的概念拖车公园的。

### 英国

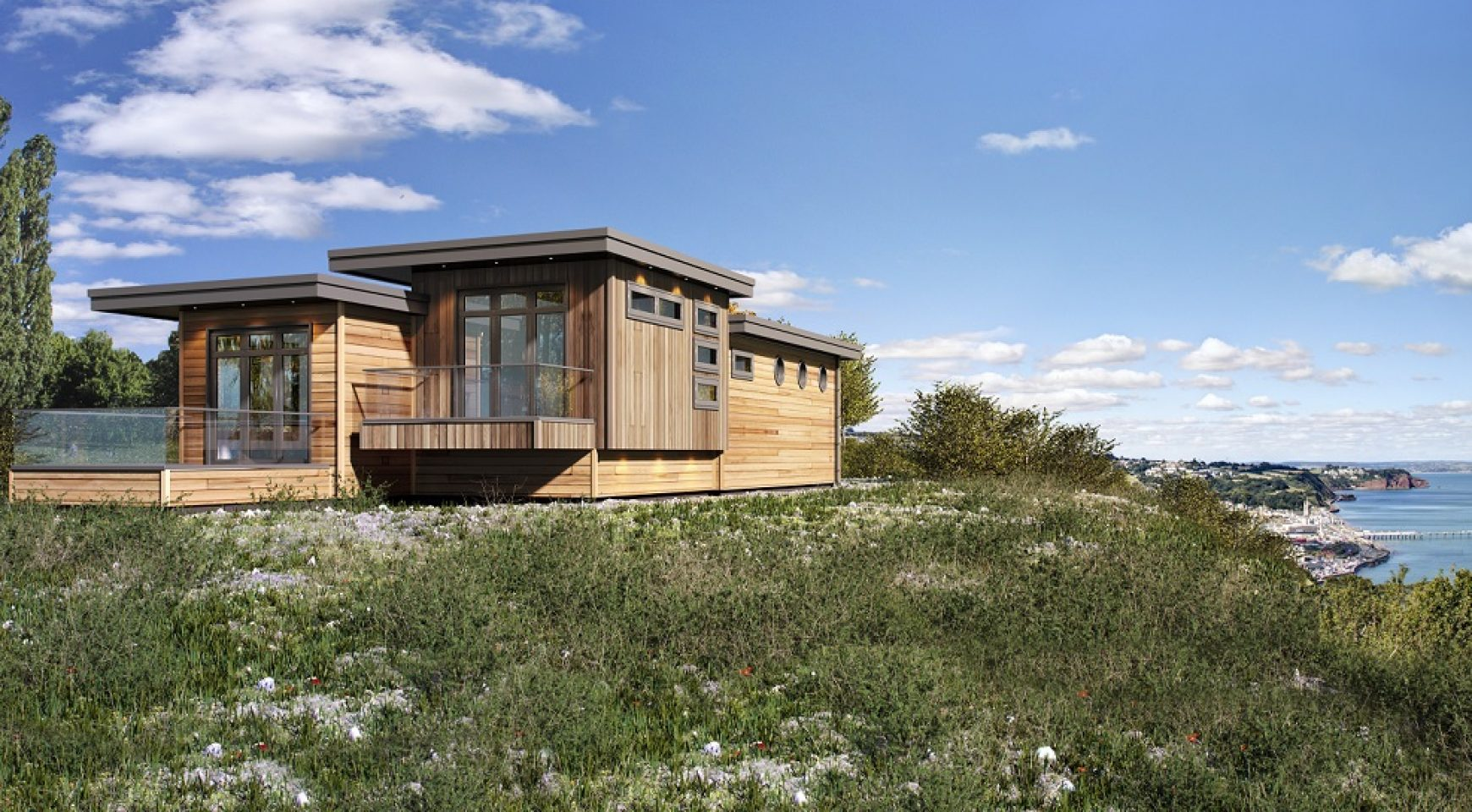
The Lookout Lodge是Prestige Homeseeker设计的移动房屋，以度假屋的形式销售

移动房屋在英国很受欢迎，它们通常被称为公园住宅或休闲小屋，具体取决于它们是作为住宅还是作为第二度假屋进行销售。移动房屋按照BS362标准建造，该标准将移动房屋归类为按照住宅标准建造的。英国的大多数住宅公园对其居民都有最低年龄限制，因此被宣传为仅供退休人士使用的公园，而休闲旅馆或静态大篷车度假公园不太可能有这样的年龄限制。

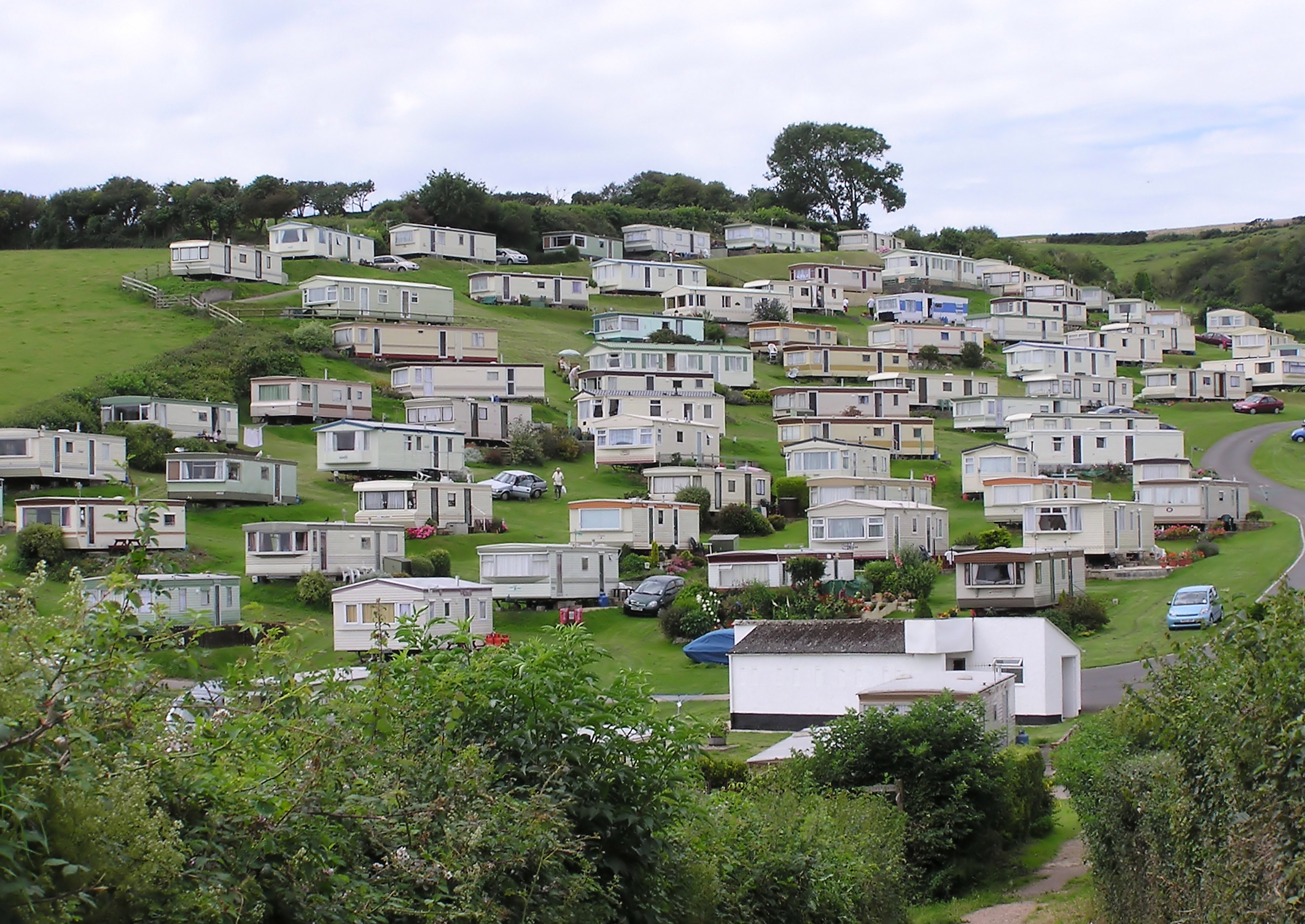
英国德文郡比尔上方悬崖上的静态大篷车公园。

移动房屋的设计和建造允许其通过公路进行运输，运输时一般会分为一到两个部分。活动房屋面积不超过20米 × 6.8米（65英尺7英寸 × 22英尺4英寸） ，内部最大高度为3.05米（10英尺0英寸） 。从法律上讲，移动房屋仍然可以被定义为“大篷车”。

### 以色列
许多以色列定居点和前哨基地最初是由组装屋组成的(希伯來語：‎  קראוואנים, caravanim). 它们由轻金属制成，不隔热，但可以配备暖气和空调装置、水管、嵌入式照明和地板砖。从2005年开始，名为Caravillas（希伯来语：קרווילה）的预制房屋（Caravan和Villa）这两个单词组成的Portmanteau）开始取代以色列许多定居点的移动房屋。

## 与模块化住宅的区别
由于制造过程的相似性，一些公司同时在其工厂生产这两种类型的房屋。模块化房屋通过平板卡车运输而不是拖曳，并且缺乏车轴和汽车式框架。然而，其中一些房屋被拖在半挂卡车或拖车后面，其框架类似于拖车。房屋通常分为两部分，由两辆单独的卡车运输。每个框架有五个或更多轴，具体取决于房屋的大小。一旦房屋到达其位置，框架的车轴和榫舌就会被拆除，并通过大型起重机将房屋放置在混凝土地基上。
这两种风格都被称为工厂建造的住房（factory-built housing），尽管该术语的技术用途仅限于受1974年联邦国家住房建设和安全标准法案（Federal National Mfd. Housing Construction and Safety Standards Act of 1974）监管的一类房屋。
大多数对住宅的分区限制被发现不适用或仅适用于模块化住宅。这种情况通常发生在受影响的司法管辖区和原告未能确定差异之后就该问题进行大量诉讼之后。大多数现代模块化建筑一旦完全组装起来，就与现场建造的房屋没有什么区别。他们的屋顶通常作为单独的单元运输。较新的模块还配备了可以在安装过程中用起重机升起的屋顶。还有2层或3层的模块。随着两者之间的法律区别变得更加明确，模块化住宅的市场可能会迎来增长。

## 图集

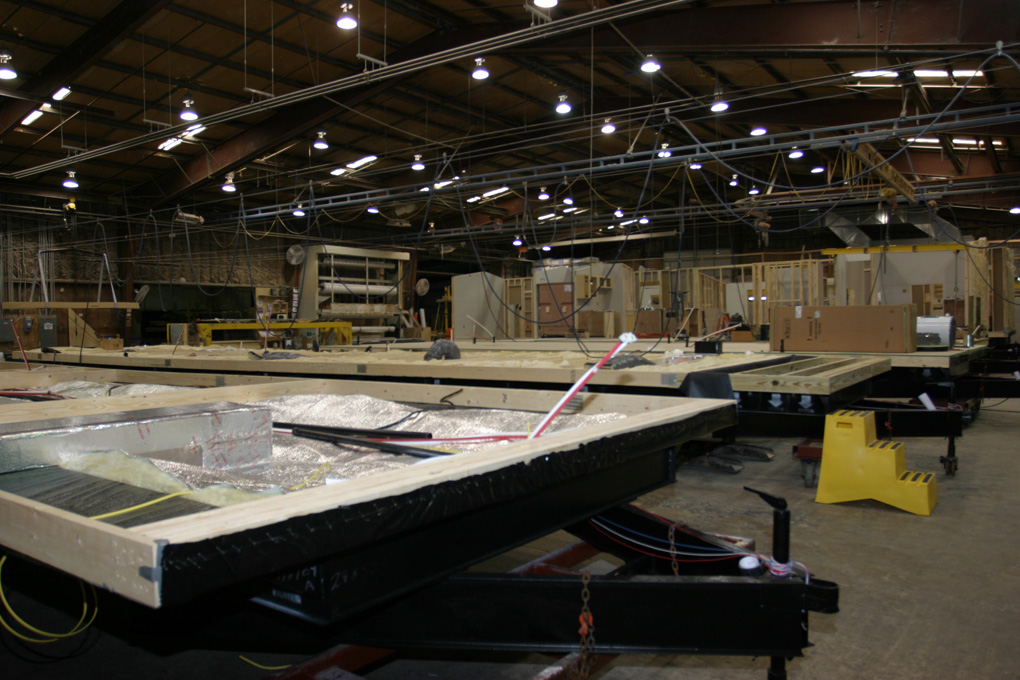
从框架开始施工建造。
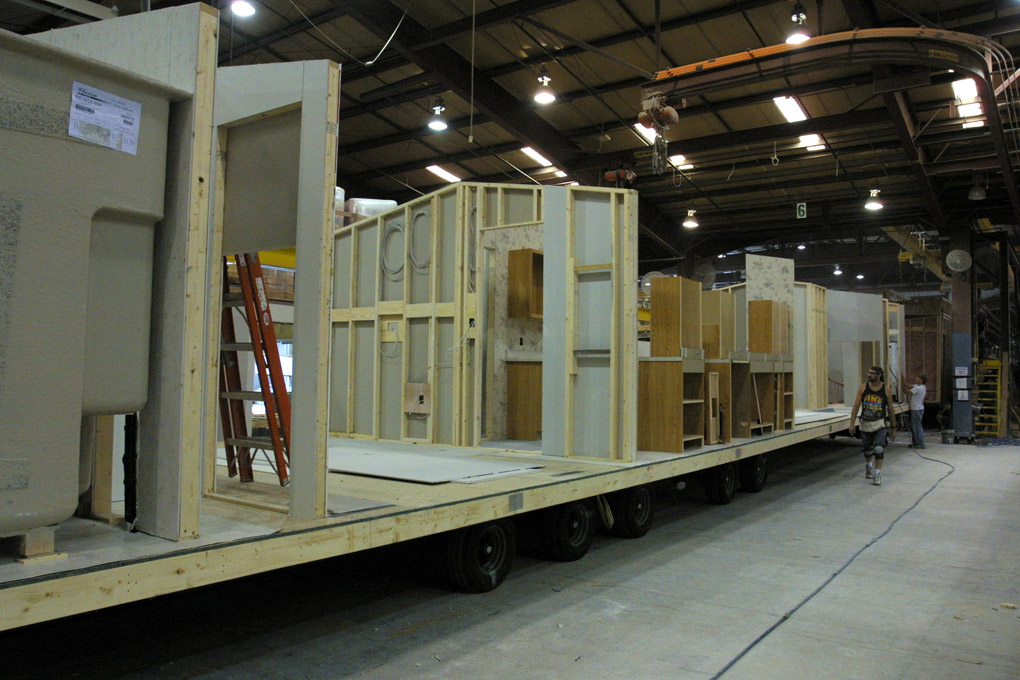
内墙组件已连接。
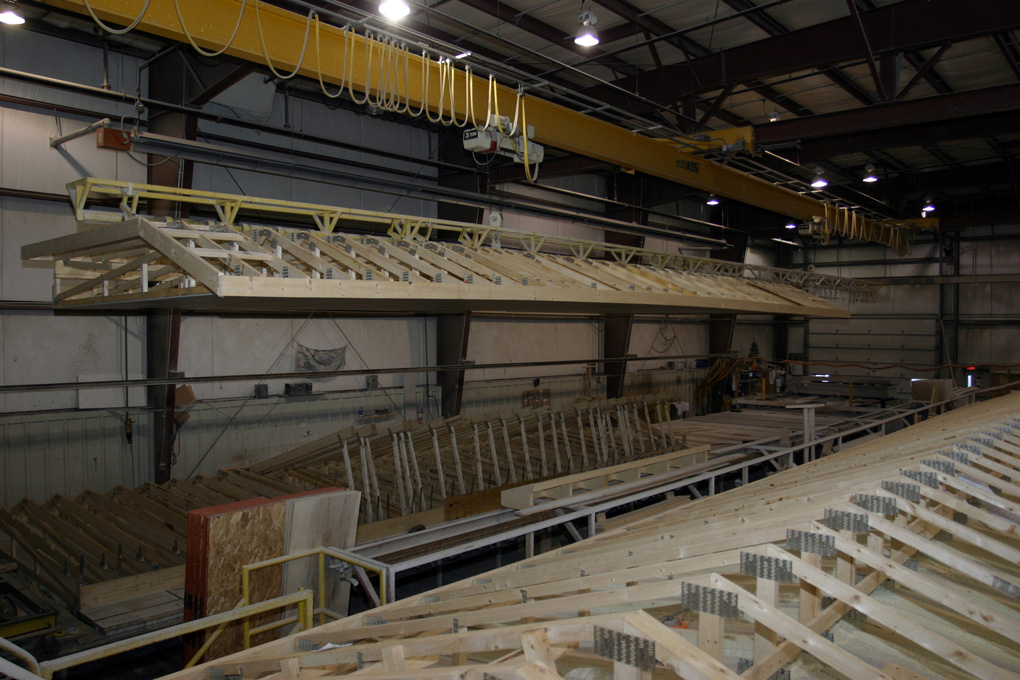
屋顶组件设置在房屋顶部。
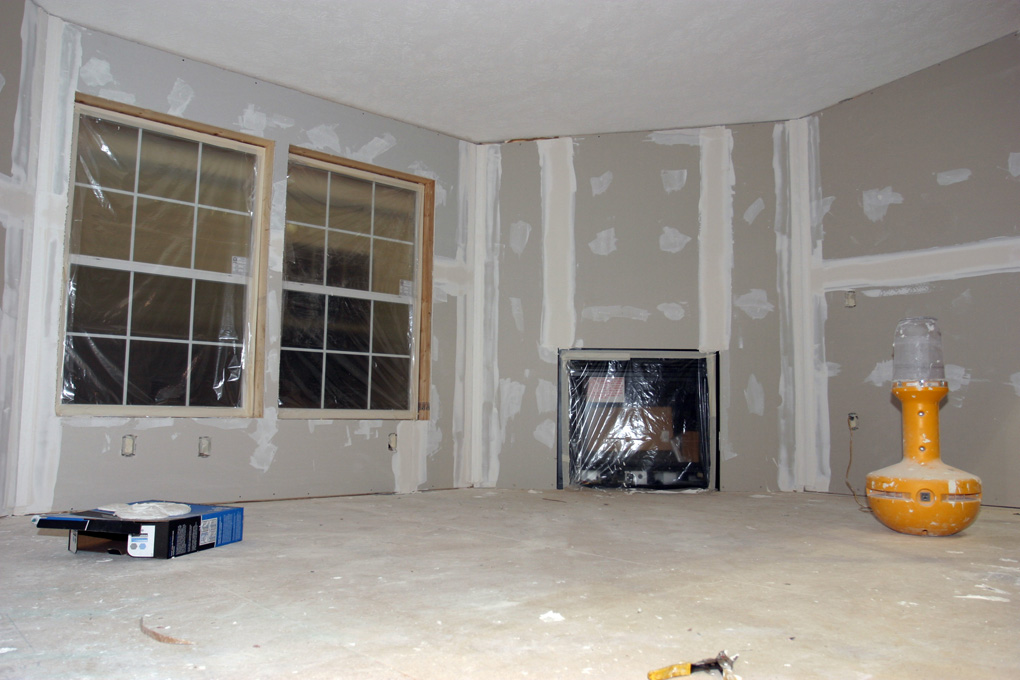
石膏板墙完工。
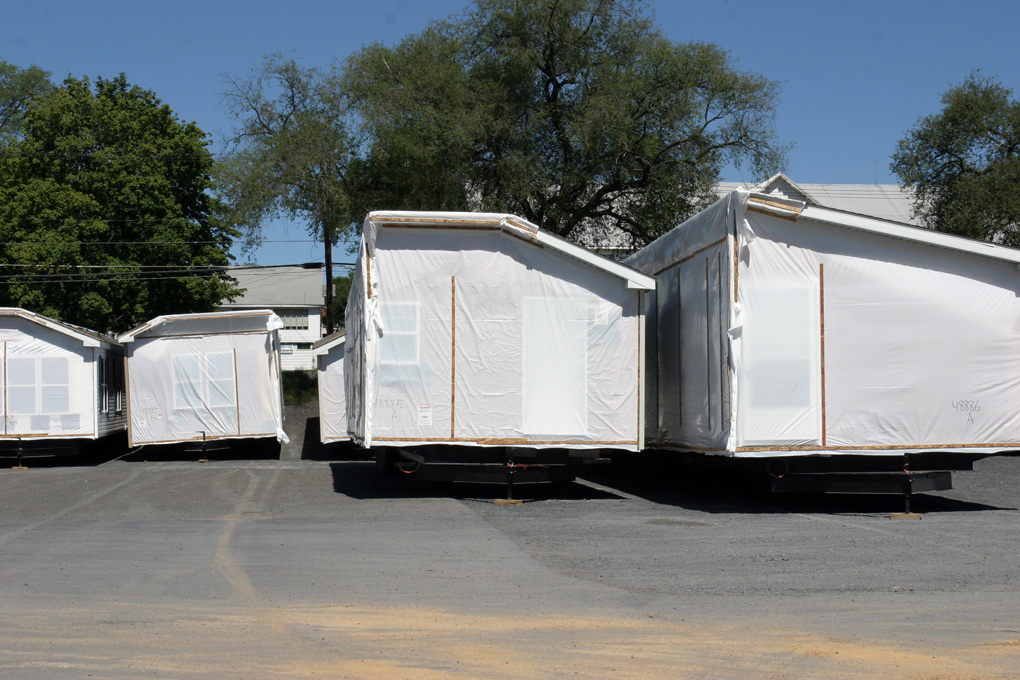
准备运送到预定地点的移动房屋
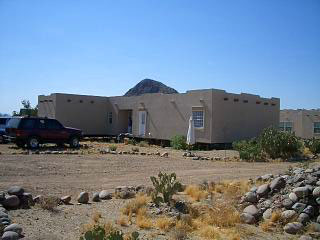
现代“三宽”住宅，设计看起来像土坯外观住房。
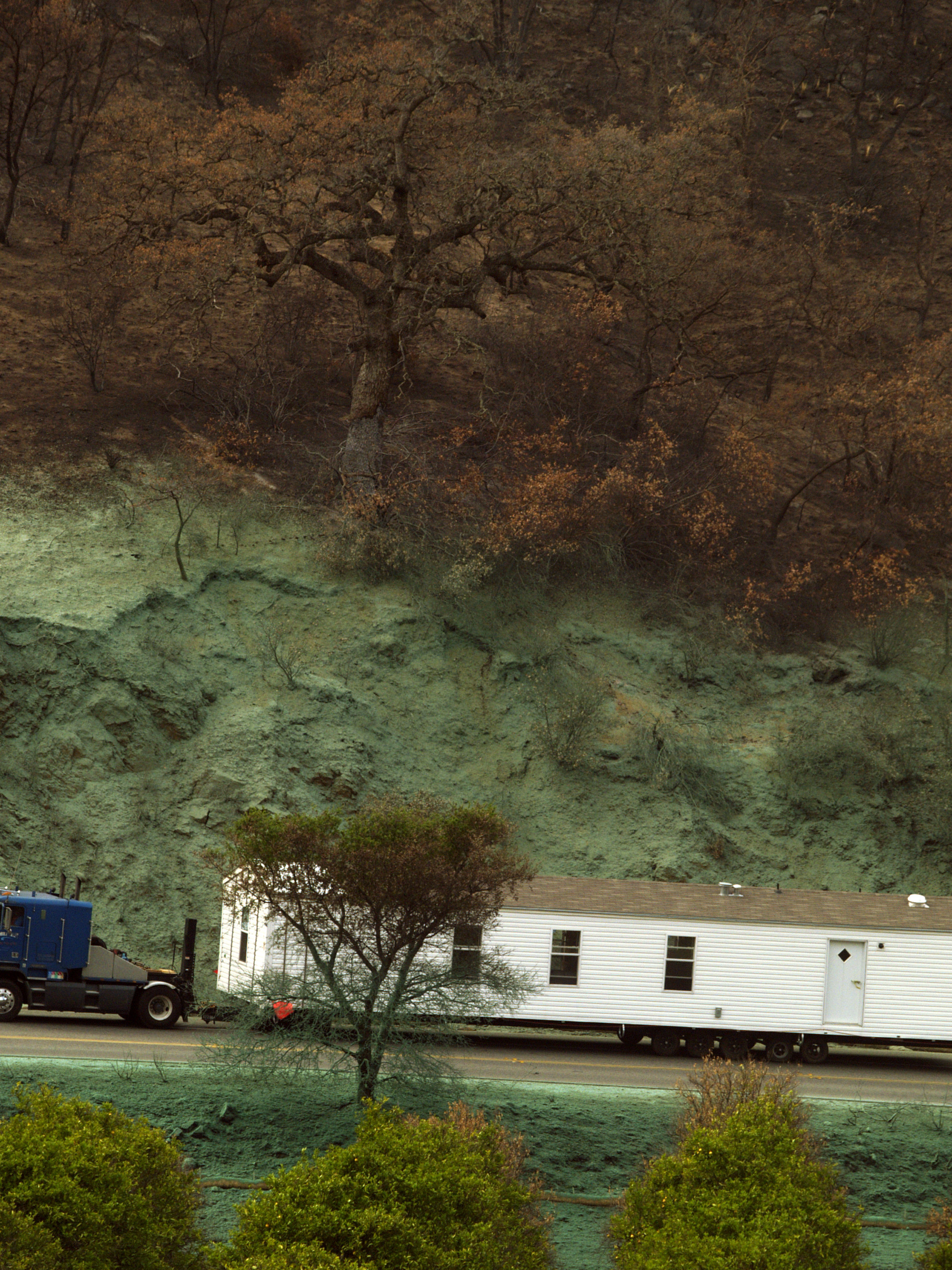
加州一个正在被运输的移动房屋
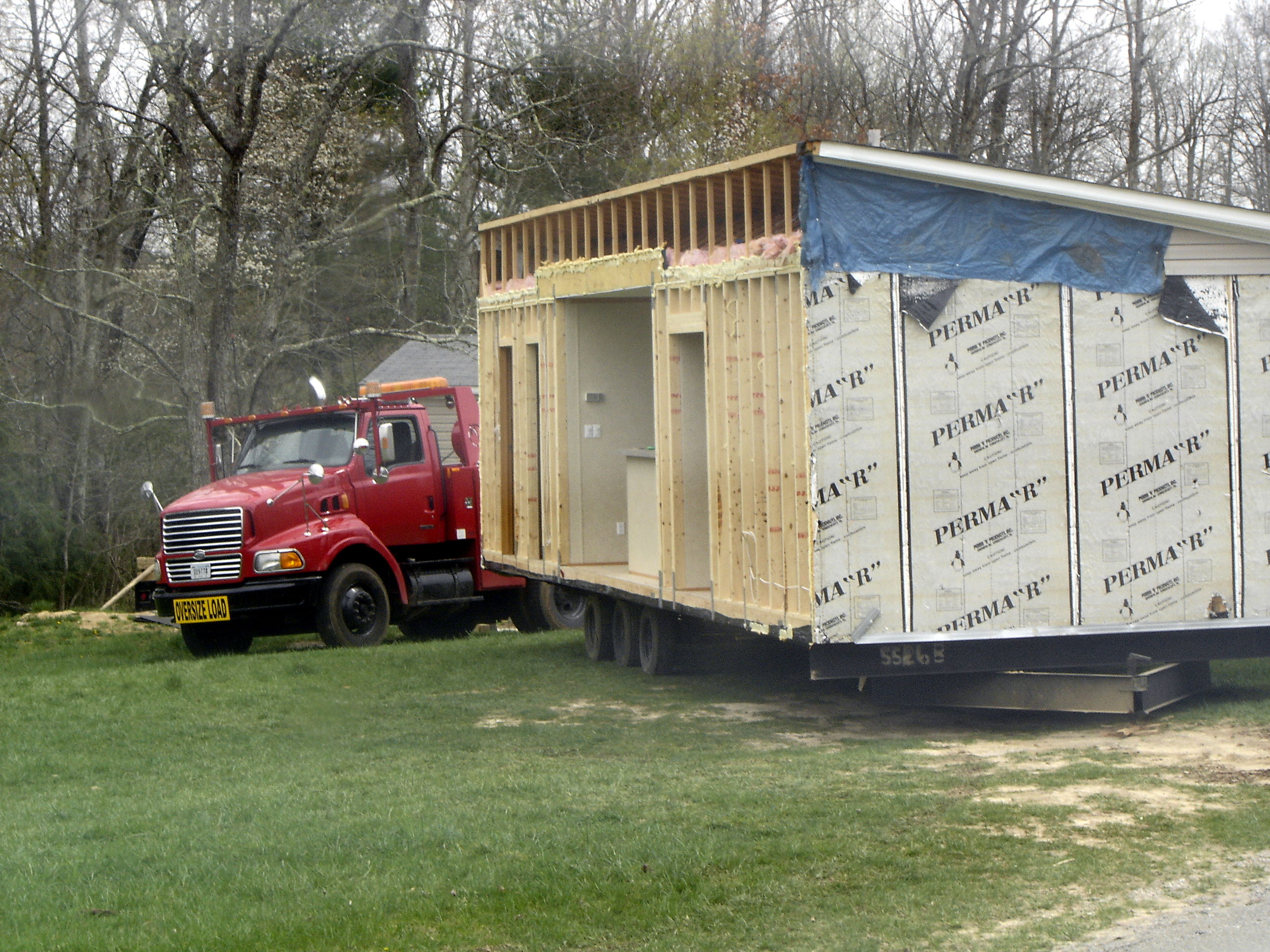
准备好运输的移动房屋。